# Томас Н'Коно
Томас Н'Коно (Thomas N'Kono; нар. 20 липня 1956 р., Дізанг, Французький Камерун) колишній камерунський футболіст. Посідає друге місце у списку найкращих воротарів Африки XX сторіччя за версією IFFHS.

## Досягнення
- Переможець Кубка африканських націй: 1984
- Срібний призер Кубка африканських націй: 1986
- Володар Кубка африканських чемпіонів (2): 1978, 1980
- Володар Кубка володарів кубків африканських країн (2): 1975, 1979
- Чемпіон Камеруна (5): 1974, 1977, 1979, 1980, 1982
- Володар Кубка Камеруна (3): 1976, 1977, 1979
- Чемпіон Болівії (2): 1996, 1997
- Найкращий футболіст Африки (2): 1979, 1982

## Статистика
Статистика виступів на чемпіонатах світу:
| №                                                            | Дата       | Команда | Рахунок | Суперник  | Автори голів                                   |
| ------------------------------------------------------------ | ---------- | ------- | ------- | --------- | ---------------------------------------------- |
| 1                                                            | 15.06.1982 | Камерун | 0:0     | Перу      |                                                |
| 2                                                            | 19.06.1982 | Камерун | 0:0     | Польща    |                                                |
| 3                                                            | 23.06.1982 | Камерун | 1:1     | Італія    | М'Біда — Граціані                              |
| 4                                                            | 08.06.1990 | Камерун | 1:0     | Аргентина | Омам-Біїк                                      |
| 5                                                            | 14.06.1990 | Камерун | 2:1     | Румунія   | Мілла (2) — Балінт                             |
| 6                                                            | 18.06.1990 | Камерун | 0:4     | СРСР      | Протасов, Зигмантович, Добровольський, Заваров |
| 7                                                            | 23.06.1990 | Камерун | 2:1     | Колумбія  | Мілла (2) — Редін                              |
| 8                                                            | 01.07.1990 | Камерун | 2:3     | Англія    | Кунде, Екеке — Платт, Лінекер (2)              |
| Усього: 3 перемоги, 3 нічиї, 2 поразки, різниця м'ячів 8:10. |            |         |         |           |                                                |